# Ribes viridiflorum
Ribes viridiflorum är en ripsväxtart som först beskrevs av Cheng, och fick sitt nu gällande namn av Ling Ti Lu och G. Yao. Ribes viridiflorum ingår i släktet ripsar, och familjen ripsväxter. Inga underarter finns listade i Catalogue of Life.